# Női kézilabda-Ázsia-bajnokság
A női kézilabda-Ázsia-bajnokság az Ázsiai Kézilabda-szövetség szervezésében, minden páros évben, kétévente megrendezésre kerülő nemzetközi kézilabdatorna.
Az első Ázsia-bajnokságot 1987-ben rendezték. A női tornákat jellemzően decemberben rendezik meg, ahol 8 nemzet válogatottja vesz részt. A torna selejtezőként is szolgál a kézilabda-világbajnokságra.

## Tornák
A nőknél a legeredményesebb a dél-koreai együttes, amely idáig 16-szor volt Ázsia-bajnok.
| Év             | Rendező         | Döntő        | Döntő                 | Döntő       | Bronzmérkőzés | Bronzmérkőzés         | Bronzmérkőzés      |
| Év             | Rendező         | Aranyérmes   | Eredmény              | Ezüstérmes  | Bronzérmes    | Eredmény              | Negyedik helyezett |
| -------------- | --------------- | ------------ | --------------------- | ----------- | ------------- | --------------------- | ------------------ |
| 1987 Részletek | Ammán           | · Dél-Korea  | 34–24                 | · Kína      | · Japán       | 26–9                  | · Szíria           |
| 1989 Részletek | Peking          | · Dél-Korea  | körmérkőzések alapján | · Kína      | · Japán       | körmérkőzések alapján | · Tajvan           |
| 1991 Részletek | Hirosima        | · Dél-Korea  | körmérkőzések alapján | · Japán     | · Kína        | körmérkőzések alapján | · Észak-Korea      |
| 1993 Részletek | Santou          | · Dél-Korea  | 43–26                 | · Kína      | · Észak-Korea | 25–21                 | · Japán            |
| 1995 Részletek | Szöul           | · Dél-Korea  | körmérkőzések alapján | · Kína      | · Japán       | körmérkőzések alapján | · Tajvan           |
| 1997 Részletek | Ammán           | · Dél-Korea  | körmérkőzések alapján | · Kína      | · Japán       | körmérkőzések alapján | · Üzbegisztán      |
| 1999 Részletek | Kumamoto        | · Dél-Korea  | körmérkőzések alapján | · Kína      | · Japán       | körmérkőzések alapján | · Észak-Korea      |
| 2000 Részletek | Sanghaj         | · Dél-Korea  | 33–23                 | · Japán     | · Észak-Korea | 24–18                 | · Kína             |
| 2002 Részletek | Almati          | · Kazahsztán | 27–25                 | · Dél-Korea | · Kína        | 29–23                 | · Japán            |
| 2004 Részletek | Hirosima        | · Japán      | körmérkőzések alapján | · Kína      | · Dél-Korea   | körmérkőzések alapján | · Tajvan           |
| 2006 Részletek | Kanton          | · Dél-Korea  | körmérkőzések alapján | · Kína      | · Japán       | körmérkőzések alapján | · Kazahsztán       |
| 2008 Részletek | Bangkok         | · Dél-Korea  | 35–23                 | · Kína      | · Japán       | 39–16                 | · Thaiföld         |
| 2010 Részletek | Kazahsztán      | · Kazahsztán | 33–32                 | · Dél-Korea | · Kína        | 26–25                 | · Japán            |
| 2012 Részletek | Yogyakarta      | · Dél-Korea  | 40–22                 | · Kína      | · Japán       | 21–20                 | · Kazahsztán       |
| 2015 Részletek | Jakarta         | · Dél-Korea  | 36–22                 | · Japán     | · Kína        | 28–25                 | · Kazahsztán       |
| 2017 Részletek | Szuvon          | · Dél-Korea  | 30–20                 | · Japán     | · Kína        | 34–26                 | · Kazahsztán       |
| 2018 Részletek | Kumamoto        | · Dél-Korea  | 30–25                 | · Japán     | · Kína        | 27–21                 | · Kazahsztán       |
| 2021 Részletek | Ammán           | · Dél-Korea  | 33–24                 | · Japán     | · Kazahsztán  | 38–33                 | · Irán             |
| 2022 Részletek | Incshon / Szöul | · Dél-Korea  | 34–29 (h. u.)         | · Japán     | · Kína        | 39–24                 | · Irán             |
| 2024 Részletek | Új-Delhi        | · Japán      | 25–24                 | · Dél-Korea | · Kazahsztán  | 28–22                 | · Irán             |

## Éremtáblázat
Az alábbi táblázat az 1977–2024-ig megrendezett női Ázsia-bajnokságokon érmet szerzett csapatokat tartalmazza.
| Helyezés | Nemzet      | Arany | Ezüst | Bronz | Összesen |
| 1.       | Dél-Korea   | 16    | 3     | 1     | 20       |
| 2.       | Japán       | 2     | 7     | 8     | 17       |
| 3.       | Kazahsztán  | 2     | 0     | 2     | 4        |
| 4.       | Kína        | 0     | 10    | 7     | 17       |
| 5.       | Észak-Korea | 0     | 0     | 2     | 2        |
| Összesen | Összesen    | 20    | 20    | 20    | 60       |